# David Collet
Theodore David Anthony Collet (19 oktober 1901 – Lambeth, 26 april 1984) was een Brits roeier.
Collet studeerde aan de Universiteit van Cambridge en nam namens die universiteit deel aan de Boat Race in 1922, 1923 en 1924. In 1922 en 1924 won Cambridge, in 1923 Oxford.
Collet nam ook deel aan de Olympische Spelen van 1928 in de skiff en won een bronzen medaille.

## Resultaten

### Olympische Zomerspelen
| Jaar | Plaats    | Resultaten       |
| ---- | --------- | ---------------- |
| 1928 | Amsterdam | Bronzen medaille |